# 21674 Renaldowebb
A 21674 Renaldowebb (ideiglenes jelöléssel 1999 RG18) a Naprendszer kisbolygóövében található aszteroida. A LINEAR projekt keretében fedezték fel 1999. szeptember 7-én.